# Europa Shield de corfbol
L'Europa Shield de corfbol (en anglès: IKF Europa Korfball Shield) fou una competició esportiva de clubs europeus de corfbol, creat l'any 2001. després de l'Europa Cup. De caràcter anual, fou organitzada per la Federació Internacional de Corfbol. Hi participaven els segons i tercers classificats dels països de categoria B així com els campions de lliga dels països de categoria C. Disputaven una lligueta que determinava el campió de la competició. Fou considerada la segona competició de clubs europeus, després de l'Europa Cup.
El dominador de la competició fou el Bec Korfball Club amb quatre títols (2014-15, 2016-17, 2018-19, 2019-20). Els equips catalans que guanyaren la competició foren el Club Korfbal Vallparadís amb tres títols (2008-09, 2010-11, 2012-13), i el CEVG (2013-14) i el Korfbal Club Barcelona (2015-16) amb un.

## Historial
| En negreta = Equip guanyador (1) = Nombre de campionats Nota: Noms dels equips segons l'època |

| Edició | Temporada | Campió                | Subcampió         | 3r classificat       | Seu                  | refs. |
| ------ | --------- | --------------------- | ----------------- | -------------------- | -------------------- | ----- |
| I      | 2001-02   | Ceske Budejovice (1)  | Invicta           | KV Adler Rauxel      | Chatham              |       |
| II     | 2002-03   | MS YMCA Znojmo (1)    | Grun Weiss        | MAFC                 | Bergisch Gladbach    |       |
| III    | 2003-04   | Havirov (1)           | MS YMCA Znojmo    | Mitcham              | Trebon               |       |
| IV     | 2004-05   | MS YMCA Znojmo (2)    | KV Adler Rauxel   | Albatros             | Szentendre           |       |
| V      | 2005-06   | Mitcham (1)           | Selmer            | Szentendre           | Croydon              |       |
| VI     | 2006-07   | MS YMCA Znojmo (3)    | Selmer            | KV Adler Rauxel      | Selm                 |       |
| VII    | 2007-08   | Trojans KC (1)        | CK Vallparadís    | CEVG                 | Vilanova i la Geltrú |       |
| VIII   | 2008-09   | CK Vallparadís (1)    | CEVG              | Mitcham              | Terrassa             |       |
| IX     | 2009-10   | NC Benfica (1)        | VKC Kolín         | CEVG                 | Százhalombatta       |       |
| X      | 2010-11   | CK Vallparadís (2)    | Schweriner KC     | NC Benfica           | Varsòvia             |       |
| XI     | 2011-12   | Ceské Budejovice (2)  | Schweriner KC     | Nottingham KC        | Castrop-Rauxel       |       |
| XII    | 2012-13   | CK Vallparadís (3)    | KV Adler Rauxel   | Brno KK              | Trebon               | [ 2 ] |
| XIII   | 2013-14   | CEVG (1)              | CK Vallparadís    | Schweriner KC        | Barcelona            | [ 3 ] |
| XIV    | 2014-15   | BEC Korfball Club (1) | SG Pegasus        | CCCD Carnaxide       | Bergisch Gladbach    |       |
| XV     | 2015-16   | KC Barcelona (1)      | BEC Korfball Club | Schweriner KC        | Castrop-Rauxel       | [ 4 ] |
| XVI    | 2016-17   | BEC Korfball Club (2) | Schweriner KC     | CC Quinta Dos Lombos | Odivelas             |       |
| XVII   | 2017-18   | KV Adler Rauxel (1)   | BEC Korfball Club | Brno KK              | Odivelas             |       |
| XVIII  | 2018-19   | BEC Korfball Club (3) | KKC SOKOL         | SK Rg Prostějov      | Prostějov            | [ 5 ] |
| XIX    | 2019-20   | BEC Korfball Club (4) | CK Vallparadís    | KV Adler Rauxel      | Bergisch Gladbach    | [ 6 ] |

## Palmarès
| Club                               | Medalla d'or | Medalla d'argent | Medalla de bronze | Total |
| BEC Korfball Club                  | 4            | 2                | 0                 | 6     |
| Club Korfbal Vallparadís           | 3            | 3                | 0                 | 6     |
| TJ Znojmo MS YMCA                  | 3            | 1                | 0                 | 4     |
| Ceske Budejovice                   | 2            | 0                | 0                 | 2     |
| KV Adler Rauxel                    | 1            | 2                | 3                 | 6     |
| Club Esportiu Vilanova i la Geltrú | 1            | 1                | 2                 | 4     |
| Mitcham                            | 1            | 0                | 2                 | 3     |
| NC Benfica                         | 1            | 0                | 1                 | 2     |
| Havirov                            | 1            | 0                | 0                 | 1     |
| Trojans Korfball Club              | 1            | 0                | 0                 | 1     |
| Korfbal Club Barcelona             | 1            | 0                | 0                 | 1     |

## Edicions
Europa Shield 2013-14
La 12a edició es va disputar a Vilanova i la Geltrú entre els dies 24 i 26 de gener de 2014 amb la participació de 8 equips repartits en dos grups. El CK Vallparadís, vigent campió, va disputar la final davant el CEVG, amfitrió, sent aquests darrers els campions de la competició al guanyar el partit 10 a 14.
Classificació final:
1. CE Vilanova i la Geltrú (CAT)
2. CK Vallparadís (CAT)
3. Schweriner KC (GER)
4. Cascais CC (POR)
5. Adler Rauxel (GER)
6. Brno KC (CZE)
7. Kingfisher KC (ENG)
8. Szentendrei KC (HUN)

Europa Shield 2012-13
La 12a Europa Shield es va disputar a Trebon (República Txeca) entre els dies 25 i 27 de gener de 2013 amb la participació de 8 equips repartits en dos grups. Al grup A hi va haver el CK Vallparadís, el VKC Kolín, el Nottingham KC i l'AZS Wroclaw. Al grup B els equips van ser l'Adler Rauxel, el Brno KK, l'Obudai KK i el Cascais CC.
El CK Vallparadís va guanyar la seva tercera Europa Shield a la final disputada contra l'Adler Rauxel alemany.
Classificació final:
1. CK Vallparadís (CAT)
2. Adler Rauxel (GER)
3. Brno KK (CZE)
4. VKC Kolín (CZE)
5. Nottingham KC (ENG)
6. Obudai KK (HUN)
7. Cascais CC (POR)
8. AZS Wroclaw (POL)

Europa Shield 2011-12
L'11a Europa Shield es va disputar a l'Sporthalle der Willy-Brandt-Gesamtschule, a Castrop-Rauxel (Alemanya) entre els dies 27 i 29 de gener de 2012 amb la participació de 8 equips repartits en dos grups. Al grup A hi va haver el Ceské Budejovice, l'SG Pegasus, el CE Vilanova i la Geltrú i el CCCD Carnaxide. Al grup B els equips van ser el Schweriner KC, el Nottingham KC, el Budapest MAFC i l'AZS Wroclaw.
El Ceské Budejovice va guanyar la competició derrotant a la final l'equip alemany del Schweriner KC i el CE Vilanova i la Geltrú, va aconseguir la cinquena posició,
Classificació final:
1. Ceské Budejovice (CZE)
2. Schweriner KC (GER)
3. Nottingham KC (ENG)
4. SG Pegasus (GER)
5. CE Vilanova i la Geltrú (CAT)
6. Budapest MAFC (HUN)
7. CCCD Carnaxide (POR)
8. AZS Wroclaw (POL)

Europa Shield 2010-11
La 10a Europa Shield es va disputar a Varsòvia (Polònia) entre els dies 28 i 30 de gener de 2011 amb la participació de 8 equips repartits en dos grups. Al grup A hi va haver el Schweriner KC, el NC Benfica, el Mega Sports Warszawa i el Nottingham KC. Al grup B els equips van ser el CK Vallparadís, el Brno KK, l'Obudai KK i els Nomads.
El CK Vallparadís, que arribava a la competició com a líder de la lliga catalana, va guanyar la competició per segona vegada, derrotant a la final l'equip alemany del Schweriner KC

Classificació final:
1. CK Vallparadís (CAT)
2. Schweriner KC (GER)
3. NC Benfica (POR)
4. Brno KK (CZE)
5. Obudai KK (HUN)
6. Mega Sports Warszawa(POL)
7. Nomads (ENG)
8. Nottingham KC (ENG)

Europa Shield 2009-10
La 9a Europa Shield es va disputar a Százhalombatta (Hongria) els dies 23 i 24 de gener de 2010 amb la participació de 8 equips. El campió va ser el Núcleo de Corfebol de Benfica portuguès
Classificació final:
1. NC Benfica (POR)
2. VKC Kolín (CZE)
3. CE Vilanova i la Geltrú (CAT)
4. Kwiek KC (ENG)
5. Mitcham KC (ENG)
6. BKK Kenguruk (HUN)
7. TuS Schildgen (GER)
8. AZS Wroclaw (POL)

Europa Shield 2008-09
La 8a Europa Shield es va disputar al Pavelló de Can Jofresa de Terrassa (Catalunya) els dies 24 i 25 de gener de 2009 amb la participació de 7 equips. El CK Vallparadís va guanyar la competició, essent el primer club català en guanyar una competició continental de corfbol. L'altre equip català, el CE Vilanova i la Geltrú, va quedar en segona posició.
Classificació final:
1. CK Vallparadís (CAT)
2. CE Vilanova i la Geltrú (CAT)
3. Mitcham KC (ENG)
4. Nottingham KC (ENG)
5. TUS Schieldgen EV (GER)
6. Grün-Weiss (GER)
7. Cascais CC (POR)

Europa Shield 2007-08
La 7a Europa Shield es va disputar a Vilanova i la Geltrú (Catalunya) els dies 29 i 30 de setembre de 2007. L'equip anglès dels Trojans es va proclamar campió, després d'uns enfrontaments ajustats amb el Vallparadís i el CE Vilanova i la Geltrú, que van quedar segon i tercer respectivament.
Classificació final:
1. Trojans (ENG)
2. Assessoria Vallparadís (CAT)
3. CE Vilanova i la Geltrú (CAT)
4. KV Selmer (GER)
5. Kwiek (ENG)
6. MAFC Budapest (HUN)